# Teodosio di Gerusalemme
Teodosio o Teodoro (... – 878) è stato il patriarca di Gerusalemme nella seconda metà del IX secolo.

## Biografia
Secondo alcune fonti succedette a Salomone nell'860, secondo altre nell'862 durante il primo anno di regno del califfo al-Musta'in. Secondo Eutichio avrebbe regnato per diciannove anni.
Nell'867 scrisse a sant'Ignazio di Costantinopoli una lettera contro Fozio, considerato usurpatore della sede di Costantinopoli, e che fu letta durante l'ottavo concilio generale, dove fu rappresentato dal suo sincello Elia e dal vescovo Tommaso di Tiro. In una lettera a Ignazio, Teodosio giustifica la rarità della corrispondenza tra loro a causa delle autorità locali musulmane, a cui comunque debita parole di encomio, e incoraggia una maggiore collaborazione tra imperatore e califfo per il bene dei cristiani della Terra Santa.
Verso la fine della sua vita, avrebbe mandato tramite Elia una lettera a Fozio, dopo la deposizione del suo rivale Ignazio, condannando il concilio dell'869.
Il suo patriarcato terminò nell'878.